# 沃洛斯特基夫
49°45′16″N 23°18′10″E / 49.75444°N 23.30278°E

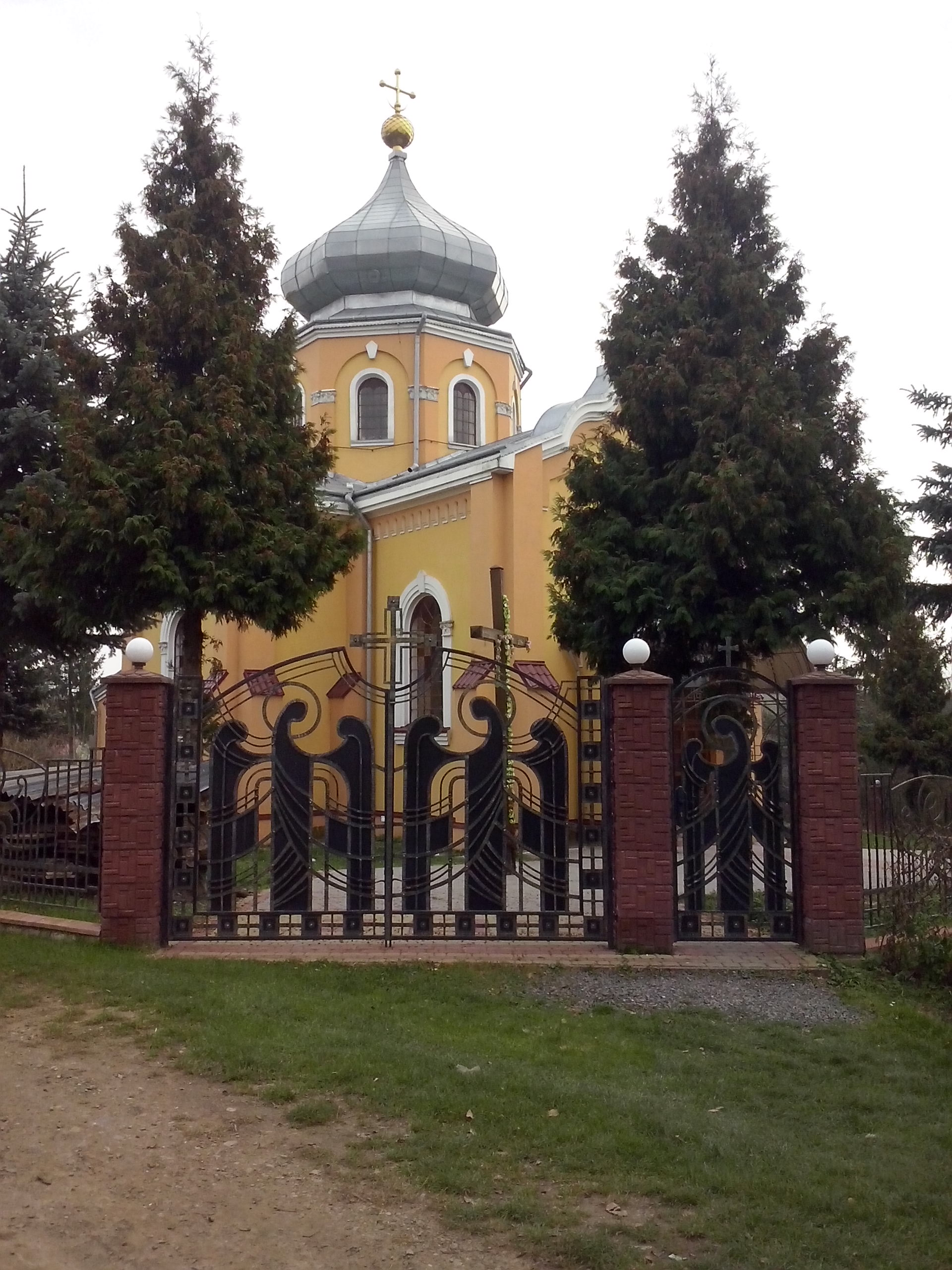

沃洛斯特基夫（烏克蘭語：Волостків），是烏克蘭西部的村莊，隸屬利維夫州的亞沃里夫區。該村面積1.85平方公里，海拔高度225米，2001年人口612，人口密度每平方公里331.35人。